# Pantoporia sandaka
Pantoporia sandaka är en fjärilsart som beskrevs av Butler 1892. Pantoporia sandaka ingår i släktet Pantoporia och familjen praktfjärilar. Inga underarter finns listade i Catalogue of Life.